# Zoia Ceaușescu

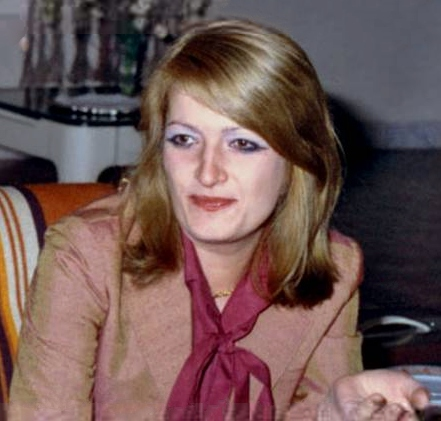
Zoia Ceaușescu in 1981

Zoia Ceaușescu (Boekarest, 1 maart 1949 — Aldaar, 20 november 2006) was een Roemeens wiskundige, de dochter van de communistische leider Nicolae en zijn vrouw, Elena Ceaușescu.

Ceaușescu studeerde aan de Universiteit van Boekarest en na het behalen van haar Ph.D. in de wiskunde, werkte ze als onderzoekster bij het wiskundig instituut van de Roemeense Academie in Boekarest als functionaalanaliste. Naar verluidt waren haar ouders ongelukkig met haar beroepskeuze, waardoor het instituut in 1975 werd opgeheven. Ze ging daarna werken aan het instituut voor "Wetenschappelijke en Technische Creativiteit", waar ze de nieuwe afdeling wiskunde leidde.
Ze ontmoette in 1980 en trouwde in april 1983 met Mircea Oprean, een ingenieur en professor aan de Polytechnische Universiteit in Boekarest. Het paar ontving een Renault Fuego GTS als geschenk van haar ouders.
Tijdens de Roemeense Revolutie, werd ze op 24 december 1989 gearresteerd wegens ondermijning van de Roemeense economie en werd ze acht maanden later, op 18 augustus 1990, vrijgelaten. Na haar vrijlating probeerde ze tevergeefs haar oude baan aan INCREST terug te krijgen en ging vervolgens met pensioen.
Na de revolutie werd door de media melding gemaakt dat ze buitensporig gedrag vertoonde, met vele minnaars en dat ze vaak dronken was. Na de executie van haar ouders nam de nieuwe overheid haar huis in beslag waar zij en haar echtgenoot leefden, zodat ze noodgedwongen bij vrienden moest intrekken.
Zoia geloofde niet dat haar ouders begraven waren op de begraafplaats Ghencea. Ze wilde de stoffelijke overschotten laten opgraven, maar een militaire rechtbank verwierp dit verzoek. Volgens Ion Mihai Pacepa was Zoia Ceauşescu een kettingroker. Ze stierf aan longkanker in 2006, op 57-jarige leeftijd.

## Publicaties
Zoia Ceaușescu publiceerde tussen 1976 en 1988 22 werken, waaronder:
- Ceaușescu, Zoia; Vasilescu, F.-H. (1978). Tensor products and the joint spectrum in Hilbert spaces. Proceedings of the American Mathematical Society 72 (3): 505–508 (American Mathematical Society). DOI: 10.2307/2042460.  MR 0509243
- Ceaușescu, Zoia (1979). Lifting of a contraction intertwining two isometries. The Michigan Mathematical Journal 26 (2): 231–241. DOI: 10.1307/mmj/1029002216.  Gearchiveerd van origineel op 26 september 2004.  MR 0532324
- Arsene, Gr.; Ceaușescu, Zoia; Constantinescu, T. (1988). Schur analysis of some completion problems. Linear Algebra and its Applications 109: 1–35. DOI: 10.1016/0024-3795(88)90195-4.  MR 0961563

- Gemeinsame Normdatei: 15583438X
- International Standard Name Identifier: 0000 0000 5884 1524
- Library of Congress Control Number: n2013030179
- Mathematics Genealogy Project: 138942
- Nationale Bibliotheek van Tsjechië: jx20080909004
- Nationale Bibliotheek van Roemenië: 000040538
- Virtual International Authority File: 84425107
- WorldCat: E39PBJpjfxw8MgthrhPRYWwpyd